# 寺田栄

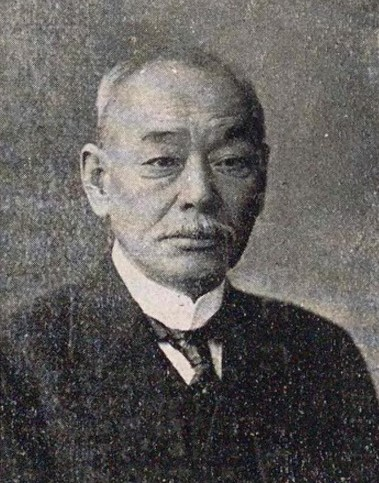
寺田栄

寺田 栄（てらだ さかえ、1859年12月12日（安政6年11月19日） - 1926年（大正15年）1月13日）は、日本の官僚・裁判官・政治家。玄洋社幹部。族籍は東京府平民。貴族院議員。長女の鳩山薫（鳩山薫子）は鳩山一郎（総理大臣）の妻で共立女子学園長。鳩山威一郎の祖父、鳩山由紀夫（総理大臣）、鳩山邦夫の曽祖父。鳩山紀一郎、鳩山太郎、鳩山二郎の高祖父。

## 来歴
1859年（安政6年）、福岡県人・寺田案山子の長男として生まれる。1877年（明治10年）に福岡で発生した士族反乱、反政府暴動である「福岡の変」に参加し、国事犯に問われたため一族と別れ、分家して一家を創立した。
1882年（明治15年）、明治法律学校を卒業。判事検事登用試験合格。横浜地方裁判所判事などを務め、1897年（明治30年）には衆議院書記官となり、議事課長、秘書課長、警務課長等を経て1917年（大正6年）5月衆議院書記官長となった。1923年（大正12年）には退官し、同年8月29日、貴族院議員に勅選されている。しかし、それ以前も中華民国の孫文を支援した福岡の玄洋社に参加し幹部となっているなど政治活動は続けていた。

## 栄典
- 1902年（明治35年）12月27日 - 従五位[3]
- 1918年（大正7年）3月11日 - 正四位[4]

## 家族・親族
寺田家 - 東京市外戸塚町源兵衛191番地
- 父：寺田案山子（福岡県平民）[5]
  - 本人：寺田栄
    - 長女：鳩山薫（1888年 - 1982年） 鳩山一郎に嫁ぐ[5]
    - 次女：阿部ムメ（1891年 - ?） 山口県士族・阿部準輔の五男・梧一に嫁ぐ[5]
    - 三女：小杉泰（1893年 - ?） 東京府平民・小杉くらの長男・俊雄に嫁ぐ[5]
    - 長男：寺田孝（1896年 - ?）[5]
    - 二男：寺田悌（1900年 - ?）[5]
    - 庶子：古立テイ[6] - 古立千吉の妻。（古立千吉は（1887年[6] - ?） 東京府平民、割烹業、政治家[6]。割烹業を営み浅草区会議員を務めた[6]）

  - 弟：寺田房吉
  - 弟の妻：寺田須賀子
  - 弟の妻の弟：堀川辰吉郎[7]